# Terry Kath
 (septembre 2022).
Pour les articles homonymes, voir Kath (homonymie).
 (avril 2022).
Le contenu est difficilement compréhensible vu les erreurs de traduction, qui sont peut-être dues à l'utilisation d'un logiciel de traduction automatique.
Terry Alan Kath (31 janvier 1946 - 23 janvier 1978) est un musicien et compositeur américain, plus connu en tant que membre fondateur du groupe jazz/rock Chicago. Guitariste et chanteur soliste sur de nombreux singles. 
Ayant grandi dans une famille de musiciens, Kath a pratiqué divers instruments à son adolescence, notamment de la batterie et du banjo. Il a joué de la basse dans plusieurs groupes au milieu des années 1960, avant de choisir la guitare lors de la formation du groupe Chicago. Son jeu de guitare est un élément important du son du groupe dès le début de leur carrière. Il a utilisé un certain nombre de guitares différentes, mais a surtout été associé à la Fender Telecaster équipée d'un micro à double bobinage et décorée de nombreux autocollants. 
Il meurt en janvier 1978 d'une balle dans la tête accidentelle. Son décès manque de causer la séparation du groupe, mais les musiciens de Chicago décident finalement de poursuivre, comme le signale leur chanson commémorative Alive Again. Pour commémorer son talent musical, le groupe publie un album en1997, The Innovative Guitar of Terry Kath.

## Biographie

### Jeunesse
Terry est né de Raymond Elmer (1912-2003) et d'Evelyn Meline Haugen (1916-1982), le 31 janvier 1946 à Chicago, dans l'Illinois. Il a un frère aîné, Rod Kath. Il a été élevé dans le quartier de Norwood Park à Chicago. Il a fréquenté le lycée Taft. Il était d'origine allemande, anglaise et scandinave.
Son frère jouait de la batterie et sa mère du banjo et Kath tentait aussi d'apprendre ces instruments. Il acquit une guitare et un amplificateur quand il était en neuvième année et ses premières influences furent The Ventures, Johnny Smith, Dick Dale et Howard Roberts. Il a ensuite été influencé par George Benson, Kenny Burrell, Mike Bloomfield, Eric Clapton et Jimi Hendrix. 
Contrairement à plusieurs autres membres de Chicago qui ont reçu une formation musicale formelle, Kath était principalement autodidacte et aimait jouer pour le plaisir. Dans une interview accordée à Guitar Player en 1971, il déclara qu'il avait essayé des leçons professionnelles, mais qu'il les avait abandonnées, ajoutant: "Tout ce que je voulais faire, c'était jouer des accords rock and roll". Son père voulait que sa carrière soit stable, mais il a décidé qu'il préférait une carrière dans la musique.

### Carrière
Terry a rejoint son premier groupe semi-professionnel, The Mystics en 1963, qui étaient formés de Brian Higgins à la guitare rythmique, Terry à la guitare solo, George Slezak à la basse, Mike Pisani au piano et Denny Horan à la batterie. Le groupe a enregistré quatre chansons aux Balkan Studios de Cicero. Une chanson était un instrumental joué à la manière du rock and roll révolutionnaire de Chuck Berry. Une autre chanson était un jam prolongé basé sur la progression des accords dans le classique du rock "Louie, Louie". Une autre composition produite par le groupe est "The Floater", la seule chanson sur laquelle Higgins joue la guitare solo à la place de Terry. "La guitare rythmique de Terry était la meilleure partie de cette chanson", a déclaré Higgins.
Fait intéressant, la pièce préférée de Higgins parmi les quatre était une jam session impromptue qui s'appellerait "I Don't Care". L’ingénieur du son a demandé au groupe de jouer, pour que l’ingénieur puisse ajuster son équipement. La bande roulait, cependant, et l'ingénieur et le groupe étaient très satisfaits du résultat. Environ 10 secondes avant la fin de la chanson, un sifflement aigu peut être entendu. "Ce n'est pas un défaut d'enregistrement, a déclaré Higgins. C'est Kath qui signale qu'il reste huit mesures dans la chanson". 
Lors de la session, des copies du disque vinyle ont été faites des enregistrements. Ces copies ne sont pas du même type que les versions commerciales de masse produites à l’époque. Ils ont été produits directement à partir des bandes maîtresses. Deux disques, chacun avec deux chansons, ont été faits. Les copies de Higgins ont survécu à plus de 30 ans de déménagements et d'entreposage. Dans un déménagement il y a deux ans, il a mis de côté les enregistrements et les photos de la session dans une boîte qu'il devait transporter lui-même et non pas avec les boîtes que l'entreprise de déménagement devrait déplacer. Mais quand il a essayé de trouver les enregistrements, ils étaient introuvables. Higgins a passé plusieurs jours à rechercher les boîtes qu’il n’avait pas ouvertes depuis son déménagement. Il n'a toujours pas retrouvé les enregistrements, bien qu'il ait trouvé les photographies de la session. Il s'éloigna de ses recherches, espérant avoir une nouvelle perspective. Mais il n'a jamais pu laisser tomber.
Dans une recherche désespérée, il regarda de nouveau les boîtes qu'il avait conservées séparément des déménageurs. Lorsqu'il a fouillé une boîte pour la troisième fois, il a trouvé les disques sous un morceau de carton. Bien que les enregistrements soient restés dans cette boîte sans protection pendant plus de 30 ans, les enregistrements ont été joués sans problème. Il existe des artefacts sonores communs aux disques vinyles, mais la musique a survécu. Higgins étudie le moyen de mettre les meilleurs enregistrements de la session à la disposition des personnes intéressées par le jeu de guitare de Terry. À l'heure actuelle, les copies des enregistrements ne sont pas disponibles à la vente ni à l'échange.
Puis Terry rejoignit Jimmy Rice and the Gentlemen en 1965. Il a ensuite joué de la basse dans un groupe de musiciens appelé Jimmy Ford and the Executives. Considéré comme le leader du groupe, il a occupé le poste de directeur musical du groupe. Jimmy Ford était le trompettiste, Walter Parazaider jouait du saxophone et d'autres instruments à vent et Danny Seraphine devint plus tard le batteur. Kath est devenu un ami intime de Seraphine lors de la création de la section rythmique, ainsi que Parazaider. Les trois musiciens ont régulièrement socialisés en dehors du groupe, ils ont été licenciés toutefois, puisque les autres musiciens  souhaitaient fusionner avec une autre formation, Little Artie & The Pharaohs, tandis que le leader et guitariste Mike Sistack expliquait que "ce n'est que pour le business".
En 1966, Kath a rejoint un groupe de reprise appelé The Missing Links, emmenant Parazaider et Seraphine avec lui, et ils ont commencé à jouer régulièrement dans des clubs et des salles de bal à Chicago. Le trompettiste Lee Loughnane, un ami de Parazaider à l'université De Paul, jouait également avec le groupe de temps à autre. Le compatriote de Kath, James William Guercio (qui deviendra plus tard le producteur de Chicago) était le guitariste principal de l'un des deux groupes qui se produisaient à l'émission The Dick Clark Show avec The Missing Links. Kath a reçu une offre de Guercio lui demandant de jouer de la basse pour "The Illinois Speed Press" et de déménager à Los Angeles. Il habita chez Parazaider, Seraphine et Loughnane, qui recrutèrent rapidement le tromboniste James Pankow auprès de De Paul et le chanteur/claviériste Robert Lamm. Terry a chanté les voix les plus graves dans le groupe dans un style rappelant celui de Ray Charles. Le groupe a pratiqué au sous-sol des parents de Parazaider et a pris comme nom de groupe "The Big Thing". Avec l’ajout du chanteur et bassiste Peter Cetera qui jouait auparavant avec "The Exceptions", ils déménagèrent à Los Angeles et signèrent avec Columbia Records, renommant ainsi le groupe "Chicago Transit Authority". Au milieu de 1969, le nom a été raccourci à "Chicago".

### Chicago
Kath était considéré comme le chef de file de Chicago et le meilleur soliste, et ses influences vocales, jazz et hard rock faisaient partie intégrante du son du groupe. Il a été salué pour ses talents de guitariste et décrit par l'auteur rock Corbin Reiff comme "l'un des guitaristes les plus sous-estimés sur le plan pénal à avoir jamais mis les mains sur un manche de guitare". 
Le premier album éponyme du groupe, Chicago Transit Authority, sorti en 1969, comprend la composition de Kath, "Introduction", décrite comme "le chef-d'œuvre de Terry" par le futur guitariste de Chicago, Dwayne Bailey. La chanson présente de nombreux styles musicaux variés, notamment le jazz, le blues, la salsa, le rock and roll, le rock acid et la pop. Le même premier album comprend une pièce de guitare instrumentale intitulée Free Form Guitar, qui consiste principalement en des "feedbacks" et une utilisation intensive de la tige de tremolo de la Stratocaster. Les notes de pochette de l'album indiquent que la pièce de près de sept minutes a été enregistrée en studio en une prise, en utilisant uniquement un amplificateur Fender Dual Showman pré-amplifié avec un amplificateur Bogen Challenger P.A. La chanson Beginnings inclut la guitare acoustique rythmique de Kath. 
Pour le deuxième album du groupe, Terry a contribué avec un long solo de guitare sur 25 or 6 to 4, qui est devenu un favori en direct. Le même album a vu Kath collaborer avec l'arrangeur d'orchestre Peter Matz dans la suite en quatre parties "Memories of Love", chantant la voix soliste.
Kath a écrit au moins une chanson à chaque album de Chicago sorti au cours de sa vie. Alors que Chicago X de 1976 est surtout connu pour le hit numéro un de Peter Cetera, la ballade If You Leave Me Now, la chanson de Terry Once or Twice montrait qu'il était toujours en train d'écrire et d'enregistrer du matériel rock. Il poursuivit ce style lors de Chicago XI de 1977, contribuant au génial Mississippi Delta City Blues et à l'agressif Takin 'It on Uptown, qui contrebalançaient une partie du matériel produit par d'autres membres. 
Après son décès, pour commémorer Terry, le groupe composa et publia la chanson Alive Again sur son premier album sans lui, Hot Streets. Toujours en son honneur, ils publièrent plus tard la chanson Feel the Spirit.

### Équipement
Kath a utilisé plusieurs guitares au début de sa carrière, mais beaucoup d'entre elles ont été volées sur la route. Son premier instrument principal qu'il utilisait à l'époque de Chicago était encore The Big Thing, c'était une guitare de Register qui coûta 80 $. Lorsque le groupe a commencé à connaître le succès, il l'a échangée contre une Fender Stratocaster. Il utilisa également une Gibson SG, illustrée sur la pochette intérieure de l'album Chicago Transit Authority, une Gibson Les Paul Custom et fut l’un des rares guitaristes connus à utiliser régulièrement le modèle Les Paul "Professional" de 1969, qui portait une paire de capteurs à basse impédance non conventionnels dotés d'un transformateur d'adaptation d'impédance spécial à utiliser avec un amplificateur standard à haute impédance. Kath avait tendance à préférer les cordes légères, bien que, pour la première corde, il en ait utilisé une d'une guitare ténor. Dans une interview avec le magazine "Guitar Player", il a déclaré avoir utilisé la corde de guitare ténor pour le top E et déplacé toutes les cordes normales (le top E était utilisé en tant que B, B utilisé en tant que Sol, etc.). Pour les parties acoustiques, il utilisait une guitare Ovation. 
Dans la dernière partie de sa carrière, il a privilégié une Fender Telecaster, qu’il a fortement modifiée. La Telecaster standard blonde a vu son pickguard noir et son micro en position manche retirés : le trou fut agrandi et équipé d'un humbucker Gibson. La plaque de contrôle de la guitare était également inversée. Il a été l'un des premiers investisseurs dans la société Pignose (fabricant d'amplificateurs de guitare) et a servi dans la direction de la société. Il a décoré sa Telecaster avec 25 autocollants Pignose et un logo des Blackhawks de Chicago. La plupart des guitares de Kath avaient disparu depuis de nombreuses années, y compris la fameuse Telecaster "Pignose". La fille de Kath, Michelle Kath Sinclair, en a localisé plusieurs chez sa belle-grand-mère, au cours de ses recherches pour le film documentaire Chicago: The Terry Kath Experience. Parmi les équipements redécouverts se trouvaient sa Telecaster "Pignose", une acoustique Ovation, une Fender Stratocaster et une Gibson SG Custom avec les micros retirés. 
Kath a expérimenté une grande variété de dispositifs d'amplification et de distorsion et a fréquemment utilisé une pédale wah-wah. Fasciné par les gadgets, Terry était intéressé à essayer de jouer de la guitare sans utiliser de médiator.

### Le chant
Kath a chanté sur plusieurs des premières chansons de Chicago, notamment I'm a Man - une reprise de la chanson du Spencer Davis Group - du premier album Chicago Transit Authority, les singles Color My World et Make Me Smile de Ballet for a Girl in Buchannon, présentés sur Chicago II, Dialogue (part 1 & 2) de Chicago V, Wishing You Were Here de Chicago VII, Brand New Love Affair de Chicago VIII. Lamm décrivit plus tard que sa délivrance vocale était The White Ray Charles. Pankow, qui a écrit Make Me Smile, a essayé de répéter la chanson avec plusieurs membres chantant en solo, mais a finalement choisi Terry, disant que "Bingo, c'était LA voix". En tant qu'un des trois principaux chanteurs du  groupe, avec Peter Cetera et Robert Lamm, la gamme vocale de Terry se situe au milieu des deux autres, entre le ténor supérieur de Cetera et le baryton plus plein et plus grave de Lamm. Il a souvent collaboré avec Cetera au chant, comme dans Dialogue (Part I & II) et Brand New Love Affair.
Terry a également joué de la guitare solo et participé au chant de la chanson du générique de fin Tell Me pour le film dramatique de 1973 "Electra Glide in Blue". La chanson a également été utilisée dans le dernier épisode de la série télévisée "Miami Vice".

### Vie personnelle et décès
Kath avait lui-même des antécédents d'abus de drogue et d'alcool. Seraphine savait que Terry était très tolérant aux drogues, mais s'est ensuite souvenu qu'il lui avait dit: "Je vais contrôler la situation ... si je ne le fais pas, ça va me tuer". Les membres du groupe ont indiqué qu'il était également de plus en plus malheureux. Cependant, Guercio a déclaré que Kath finissait d'écrire un album solo avant sa mort , et Pankow nie catégoriquement que Terry était suicidaire.
En 1978, il gardait régulièrement des armes à feu et prenait plaisir à les utiliser. Vers 17 heures, le lundi 23 janvier, après une soirée chez le technicien du groupe et musicien Don Johnson - ne pas confondre avec l'acteur du même nom - à Woodland Hills, à Los Angeles en Californie, Kath a commencé à jouer avec ses armes. Il a pris son revolver .38, l'a mis sur sa tempe et a appuyé sur la gâchette. Le pistolet n'était pas chargé. Johnson a averti Terry à plusieurs reprises d'être prudent. Celui-ci a alors pris un pistolet semi-automatique de 9 mm et, se penchant en arrière sur une chaise, a dit à Johnson: "Ne t'inquiète pas pour ça ... Écoute, le clip n'est même pas dedans." Pour assouvir les préoccupations de Johnson, Kath a montré à Johnson le magasin de l'arme qui était vide. Il a ensuite replacé le chargeur dans le pistolet, l'a plaqué à la tempe et a appuyé sur la gâchette. Apparemment à l'insu de Kath, le semi-automatique avait encore une balle dans la chambre. Il est mort sur le coup, huit jours avant son 32e anniversaire.
Terry a laissé sa fiancée Camelia Kath (née Camelia Emily Ortiz), qu’il avait rencontrée en 1974, et une fille de deux ans, Michelle Kath (maintenant Michelle Kath Sinclair). Après sa mort, sa fiancée s'est mariée avec l'acteur Kiefer Sutherland. Kath est enterré près de sa mère, Evelyn Kath, au cimetière "Forest Lawn Memorial Park" de Glendale, en Californie, dans les "Gardens of Remembrance".
Les membres du groupe ont été dévastés par la perte de Kath et ont fortement envisagé de se dissoudre, mais ont été persuadés par Doc Severinsen, directeur musical du groupe Tonight Show, de continuer. Le poste de guitariste du groupe a ensuite été occupé par Donnie Dacus , puis par Chris Pinnick, Dawayne Bailey et Keith Howland. Lors des concerts, les membres originaux Lee Loughnane (trompette) et Robert Lamm (claviers) ont à l'occasion interprété des chants à l'origine chantés par Terry Kath.

### Héritage
« Je ne pense pas qu'il y ait jamais eu un meilleur guitariste rythmique. Et puis, les pistes de Terry sont, ce jour-là en particulier, des affaires de classe mondiale »[réf. nécessaire]. - Le claviériste de Chicago, Robert Lamm 
Parce que le groupe se considérait comme une équipe, certains membres du groupe ont par la suite affirmé que les contributions de Kath étaient généralement négligées. Parazaider déclara plus tard: Si Terry avait été plus sur le devant de la scène musicalement parlant, il aurait eu beaucoup plus de reconnaissance[réf. nécessaire]
Le guitariste rock et fils de Frank Zappa, Dweezil Zappa, place Terry au premier rang de sa liste des dix meilleurs guitaristes. 
En septembre 1997, Chicago a publié Chicago Presents The Innovative Guitar of Terry Kath, un disque commémorant leur guitariste décédé, sur leur propre label éphémère, Chicago Records. 
Les membres du groupe se sont depuis demandé si Terry serait resté avec le groupe s'il avait vécu ou s'il aurait commencé une carrière solo.
En 2010, Parazaider déclare :

Le 8 avril 2016, Chicago a été intronisé au Temple de la Renommée du Rock and Roll. Au cours de la cérémonie à Brooklyn, New York, Michelle Kath Sinclair a accepté le prix au nom de son père.

## Discographie

### Chicago
- 1969 : The Chicago Transit Authority
- 1970 : Chicago
- 1971 : Chicago III
- 1971 : Chicago at Carnegie Hall
- 1972 : Chicago V
- 1973 : Chicago VI
- 1974 : Chicago VII
- 1975 : Chicago VIII
- 1976 : Chicago X
- 1977 : Chicago XI
- 1994 : Brass Power Volume 1
- 1997 : Chicago Presents The Innovative Guitar of Terry Kath
- 2011 : Chicago XXXIV: Live in '75
- 2015 : The Kentucky Derby (Louisville, KY Broadcast June 1974)

### Collaboration
- 2007 : 2 de Madura - Terry sur Livin' In America